# C. G. Recording Corporation
Die C. G. Recording Corporation war ein amerikanisches Tonträgerunternehmen mit Sitz in Los Angeles. Das unabhängige Unternehmen unterhielt zwischen 1960 und 1965 mit „CG Records“ und „Infinity Records“ zwei Plattenlabels.

## Geschichte

Company Sleeve

John Clifford „Cliff“ Garrett, Gründer des Luftfahrtunternehmens Garrett AiResearch, erweiterte seine Geschäftstätigkeit Ende 1959 in die Musikindustrie. Ziel der Unternehmensgründung waren neben der Unabhängigkeit von Major Labeln ein möglichst breites Portfolio. Dazu wurde ein eigenes Vertriebsnetz angestrebt, dessen Nutzung kleineren Independent-Labeln wie Locket Records zur Verfügung gestellt wurde. Dazu kamen mit „CG Music“ für die ASCAP und „Garcliff Music“ für BMI Musikverlage, deren Firmennamen sich ebenso wie das Tonträgerunternehmen selbst vom Namen des Gründers ableiteten. Garrett selbst übernahm das Amt des Präsidenten, als Vize-Präsident und Generaldirektor wurde Irving E. Klase gewonnen. Weiterer Vize-Präsident und Musikdirektor wurde Mischa Novy, der Toningenieur Don Gallese war für Vertrieb, Verkauf und Promotion zuständig. Bereits im Jahr nach der Gründung übernahmen Larry Stith Klases Posten als Vizepräsident und der Produzent und DJ Steve Topley die Position des Generaldirektors, den er nicht lange ausfüllen konnte: Durch den frühen Tod des Gründers Garrett im Jahr 1963 war dem Unternehmen nur eine kurze Geschichte beschieden.

## CG Records
CG Records war das Hauptlabel, das sich der Unterhaltungsmusik widmete: Pop, populäre Weltmusik und populäre Klassik. Die erste LP-Veröffentlichung war eine bereits vor Firmengründung eingespielte Sammlung von beschwingt vorgetragenen, populären Melodien unter anderem aus Film- und Volksmusik, die den Musikdirektor Novy an der Violine samt seinem Orchester präsentiert. Im Januar 1962 konnte der neue Generaldirektor Topley die Verpflichtung des R&B- und Soul-Sängers Billy Storm für CG vermelden, dessen drei Singles allerdings auf dem Tochterlabel Infinity erschienen. Die Aktivitäten von CG Records selbst wurde bereits nach wenigen LP- und Singleausgaben mit dem Tod des Präsidenten wieder eingestellt.

### Alben
CGM ist die Zählweise der Mono-Ausgaben, CGS die der Stereo-Ausgaben.
- CGM 1000/CGS 3000 – Mischa Novy: Continental Hors D’Oeuvres
- CGM 1001 – Rita & Antonio de Marco: Mariachi Americana
- CGM 1002/CGS 3002 – Gordon Jenkins: 26 Years of Academy Award Winning Songs
- CGM 4000 – Sylvia Madeiros: Tropical Keys

### Singles
- CGX-5000 – Mischa Novy: My Funny Valentine / Hawaiian Wedding Song
- CGX-5001
- CGX-5002 – Reed Sterling: Roamin’ / The Western Union Story
- CGX-5003 – Rick Roman: T.T.B. (Truly, Truly Baby) / Oh, Oh, Oh
- CGX-5004 – Bruce Sharpe: Bright Star / Julie
- CGX-5005 – Françoise: I Can’t Begin to Tell You / Tonight (Our Very Own)
- CGX-5006
- CGX-5007 – Mischa Novy: Fascination / Poor People of Paris

## Infinity Records
Mit Infinity Records startete 1961 ein Sublabel, das leichte Schwerpunkte im Rockabilly, Doo-Wop und Soul entwickelte. Die drei Singles und ein LP des britischen Jazz-Multi-Instrumentalisten Victor Feldman fallen bezügliche des Genres etwas aus der Reihe. Als A&R-Manager wurde John Marascalco engagiert, der ab der zwölften Singleausgabe auch regelmäßig als Songwriter, Produzent und – mit seinem Verlag Robin Hood Music – auch als Verleger in Erscheinung trat. Infinity konnte über den Tod Garrets hinaus noch einige wenige Singles auf den Markt bringen, stellte aber spätestens 1965 ebenfalls den Betrieb ein.

### Alben
- INX-LP 5000 – Victor Feldman: Taste of Honey and a Taste of Bossa Nova

### Singles
- INX-001 – The Texans: Green Grass of Texas / Bloody River
- INX-002 – Johnny Zorro: Bongo Guitar / Kangaroo Hop
- INX-003 – Ray Smith: After This Night Is Through / Turn On the Moonlight
- INX-004 – Little Jimmy Dee: You’re the One for Me / Put Me in All Your Life
- INX-005 – Joyce Harris: No Way Out / Dreamer
- INX-006 – The Younghearts: Unwelcome Guest / Do Not Forsake Me
- INX-007 – Ray Smith: Let Yourself Go / Johnny the Hummer
- INX-008 – Betty Turner: I Believe in You / Life Is Like the River
- INX-009 – Shad Prinder: Willow Tree / Here Goes a Fool
- INX-010 – Little Jimmy Dee: I Should Have Listened / I Went On
- INX-011 – The Cheerios: Ding Dong Honeymoon / Where Are You, Tonight
- INX-012 – The Electras: Ten Steps to Love / You Lied
- INX-013 – Billy Storm: Love Theme from „El Cid“ / Don’t Let Go
- INX-014 – The Ring A Dings: Snacky Poo / Snacky Poo Part Two
- INX-015 – Little Jimmy Dee: Anytime You Want Me / I’ll Be Good to You Now
- INX-016 – The Electras: Boo Babe / The Stomp
- INX-017 – Bobby Hart: Too Many Teardrops / The People Next Door
- INX-018 – Billy Storm: A Million Miles from Nowhere / Since I Fell for You
- INX-019 – Betty Turner: Yo Yo Love / Stay Away from Jim
- INX-020 – Victor Feldman Quartet: A Taste of Honey / Valerie
- INX-021 – The Talleymen: (Good Old) Bowling Green / I’m Coming Home
- INX-022 – Bobby Hart: Lovesick Blues / I Think It’s Called a Heartache
- INX-023 – Billy Storm: I Can’t Help It / Educated Fool
- INX-024 – Ray Johnson and his group: Kinda Groovy / Soul City
- INX-025 – Victor Feldman Quartet: New Delhi / John Brown’s Battle Hymn
- INX-026 – Penny Rae: Shame Shame Shame / Chugga Lugga Choo Choo
- INX-027 – The Mar-Villes: Nights Are So Lonely / The Drag
- INX-028 – Joshie Armstead formerly of The Ikettes: Sitting Here Thinking / Looking for a Lover-Boy
- INX-029 – unvergeben
- INX-030 – Victor Feldman Quartet: Theme From 9073 (Ninety Seventy-Three) / Moon River
- INX-031 – The West-Siders: Candy Jams / Blues For Breakfast
- INX-032 – The Duals: The Big Race / Oozy Groove
- INX-033 – The Wray Brothers: You’re Sweeter Than Sugar / Ninety-Nine Years to Go
- INX-034 – unvergeben
- INX-035 – The Debs: The Mask / Dream Boat
- INX-036 – Luis Montoya: Blue Matador / Hey Louie
- INX-037 – The Irridescents: Bali Ha’i / Swamp Surfer